# Battaglia di Livorno
La battaglia navale di Livorno avvenne il 14 marzo (4 marzo del calendario giuliano) 1653, nell'ambito della Prima guerra anglo-olandese, vicino a Livorno. La vittoria fu olandese sotto il comando del Commodoro Johan Van Galen che prevalse sulla flotta inglese guidata dal Capitano Henry Appleton. Rinforzi giunsero poco dopo con una flotta comandata dal Capitano Richard Badiley, che Appleton aveva tentato di raggiungere, ma era numericamente surclassata dagli Olandesi e si allontanò.

## I presupposti e i fatti

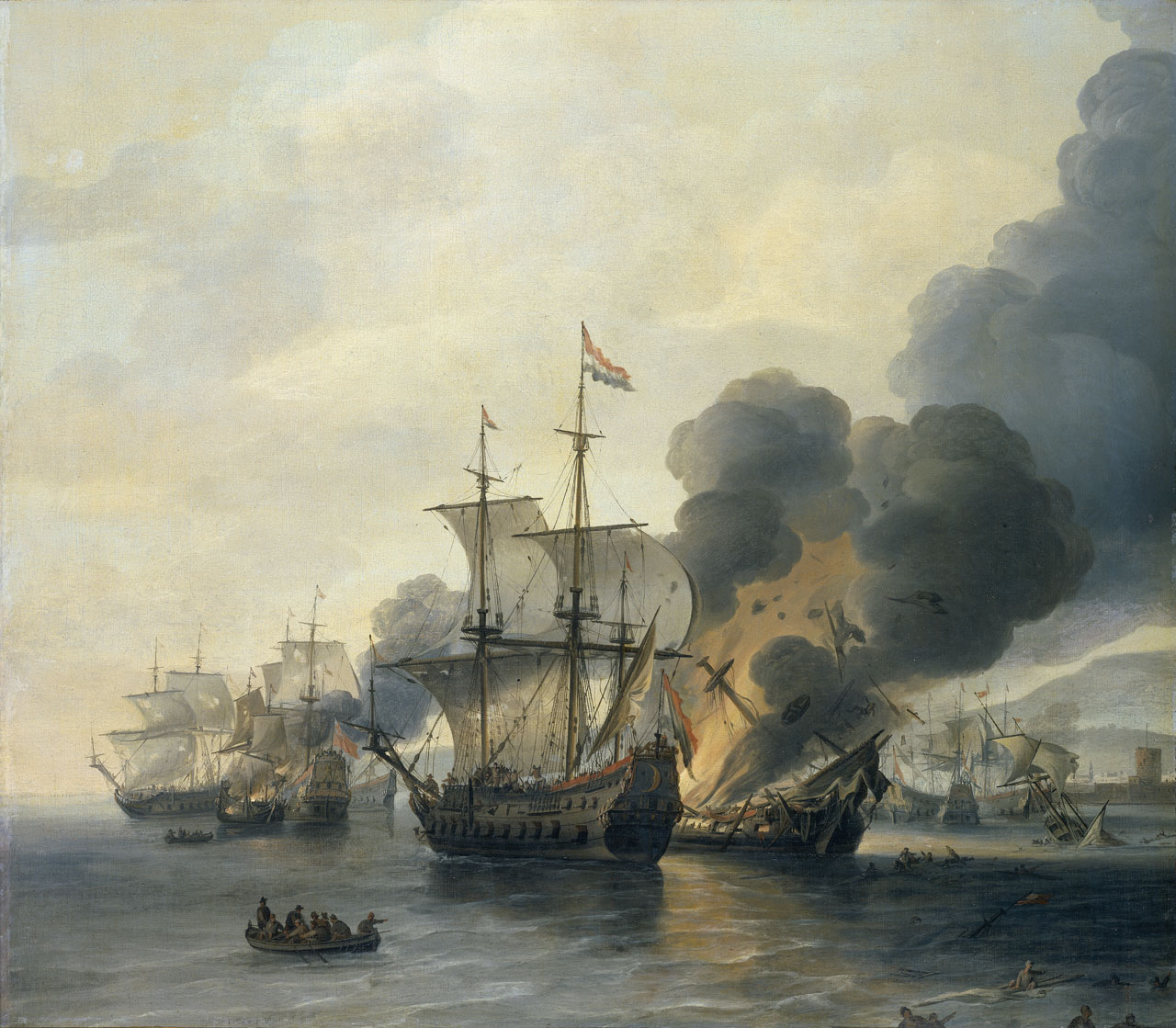
La Battaglia di Livorno, 14 marzo 1653 di Willem Hermansz van Diest, dipinta a metà del XVII secolo

Nel 1652 il Governo del Commonwealth, credendo a torto che gli Olandesi fossero stati sconfitti nella Battaglia di Kentish Knock, divise le sue flotte tra il Mar Mediterraneo e le acque nazionali. Questa divisione delle forze portò a una sconfitta nella Battaglia di Dungeness nel dicembre 1652, e già all'inizio del 1653 la situazione divenne critica anche nel Mediterraneo. Lo squadrone di Appleton composto da sei navi fu intrappolato a Livorno da un blocco di 16 navi olandesi, mentre la flotta di otto navi di Badiley si trovava all'Isola d'Elba.
L'unica speranza per gli Inglesi era di combinare le loro forze, ma Appleton salpò troppo in anticipo e ingaggiò gli Olandesi prima che Badiley potesse arrivare in aiuto. Tre delle sue navi vennero catturate e due distrutte, soltanto la Mary, più veloce delle navi olandesi, riuscì a fuggire e a raggiungere Badiley, che nel frattempo provò a combattere ma l'inferiorità numerica lo costrinse alla ritirata.
La battaglia dette agli olandesi il controllo del Mediterraneo, compresi i traffici commerciali degli inglesi con il Levante, ma Van Galen fu ferito mortalmente, e morì il 23 marzo. L'importanza della presenza a Livorno di fiamminghi era tale per cui già dal 1622 la Nazione Olandese-Alemanna esisteva come associazione con eminenti scopi cultuali e sepolcrali, ma anche di mutua assistenza per i poveri, gli ammalati, i carcerati e i connazionali di passaggio che si fossero trovati in difficoltà.
Uno dei Capitani presenti alla battaglia era il figlio del luogotenente-ammiraglio Maarten Tromp, Cornelis, che divenne egli stesso un famoso ammiraglio.

## Navi coinvolte

### Repubblica delle Sette Province Unite (Johan Van Galen)
Vereenigde Provincien/Zeven Provincien (Province Unite/Sette Province) 40 (nave ammiraglia)

Eendracht (Concordia) 40 (nave vice-ammiraglia, Jacob de Boer)

Maan (Luna) 40 (Cornelis Tromp)

Ter Goes 40

Zon (Sole) 40

Zutphen 36

Maagd van Enkhuysen (Vergine di Enkhuysen) 34

Jonge Prins (Giovane Principe) 28

Julius Caesar 28 (mercantile)

Witte Olifant (Elefante Bianco) 28 (mercantile italiano; capitano Sijbrant Janszoon Mol)

Madonna della Vigna 28 (mercantile) - si arenò a Nord del Porto di Livorno

Susanna 28 (mercantile)

Zwarte Arend (Aquila Nera) 28

Salomons Oordeel 28 (mercantile)

Roode Haes (Lepre Rossa) 28 (mercantile)

Ster (Stella) 28 (mercantile)

### Inghilterra
Squadrone di Henry Appleton

Bonaventure 44 (Stephen Lyne) - distrutta dalla Province Unite

Leopard 48 (flag) - catturata (dalla Concordia?)

Sam(p)son 40 (mercantilen, Edmund Seaman) - incendiata da un brulotto

Mary 30 (mercantile, Benjamin Fisher)

Peregrine 30 (mercantile, John Wood) - Captured by Aquila Nera

Levant Merchant 28/30? (mercantile, Stephen Marsh) - catturata dalla Vergine di Enkhuysen

Flotta di Richard Badiley

Paragon 52 (flag)

Phoenix 36 (Owen Cox)

Elizabeth 36 (Jonas Reeves)

Constant Warwick 32 (Upshott)

Mary Rose 32 (mercantile, John Turtley)

Lewis 30 (mercantile, William Elle)

William and Thomas 30 (mercantile, John Godolphin)

Thomas Bonaventure 28 (mercantile, George Hughes)

? (brulotto, Peter Whyting)
Il brulotto è indicato col nome di Charity nel Mariner's Mirror vol. 49, ma sempre secondo il Mariner's Mirror vol. 24 venne persa in azione vicino a Plymouth il 27 agosto 1652.
(Il numero accanto ad ogni nave indica il numero di cannoni)